# Flessingue
Flessingue (en néerlandais : Vlissingen, en zélandais : Vlissienge) est une commune et une ville néerlandaise dotée d'un important port de commerce située sur l'ancienne île de Walcheren, en Zélande.
Avec sa position stratégique entre l'Escaut et la mer du Nord, Flessingue a été un port important durant des siècles. Au XVIIe siècle, la ville fut le port principal pour les bateaux de la Compagnie néerlandaise des Indes orientales. Elle est également la patrie de l'amiral Michiel de Ruyter.

## Géographie

### Localités
Hormis la ville de Flessingue, la commune comprend les villages ou hameaux suivants :
- Groot-Abeele ; (Grande-Abeele)
- Ritthem ;
- Oost-Souburg ; (Souburg-Est)
- West-Souburg. (Souburg-Ouest)

Et le port:
- Vlissingen-Oost, (Flessingue-Est)

## Urbanisme

### Transports
Flessingue possède deux gares : Flessingue et Flessingue-Souburg.

## Toponymie
Il y a différentes théories sur l'origine du nom de « Flessingue »:
- un cours d'eau qui s'appellerait Vlesse. Il y aurait un bac sur la Vlesse qui naviguait à la Flandre.
- vles ou fles signifiait étang, eau peu profonde ou terre marécageuse. Le mot était emprunté au français (flache)
- une combinaison du nom propre Flisse ou Flisso et ingen qui est dérivé du suffixe ingaheim (domicile des habitants de...)
- « fles » (« bouteille ») : la bouteille joue un rôle dans toutes sortes de théories sur la toponymie. Le cours d'eau aurait la forme d'un goulot[1].
- vlies référant à la laine de mouton, aurait abouti à vlis ou flis (altération).
- le mot germanique de flessche signifierait eau immobile. Le village d'Oud-Vlissingen était situé à un ruisseau qui ne se jetait pas dans la mer.
- Vlissingen serait une dérivation d'Ulysse qui aurait visité la Zélande pendant son Odyssée[2].

Le nom de la ville se retrouve à New York (La Nouvelle-Amsterdam) sous la forme de Flushing, nom anglais de Vlissingen.

## Histoire

### Origines
La première mention de Flessingue remonte à 620. Flessingue n'était alors rien de plus qu'un petit hameau à l'ouest de la vieille ville.
Lors du creusement des nouveaux ports, la Nouvelle Flessingue est apparue.

### Moyen Âge
Depuis 1315, la ville détient une charte communale.

### Époque moderne
C'est depuis Flessingue que Charles Quint et sa sœur Marie de Hongrie se retirèrent en Espagne, en 1556.
En 1585, la ville ainsi que le fort Rammekens devinrent une possession anglaise : la reine Élisabeth les obtint en même temps que Brielle et Ostende comme caution, en échange des 5 000 soldats venus aider les Pays-Bas dans leur lutte contre l'Espagne (1568-1648). Cette caution durera jusqu'en 1616.
Michiel de Ruyter, le grand amiral néerlandais, est né à Flessingue en 1607. L'an 2007, quatrième centenaire de sa naissance, a été proclamé l'année Michiel de Ruyter. Beaucoup de festivités ont eu lieu dans la ville.
Depuis l'ensemble des ports de la côte de Zélande, au sein des Provinces-Unies, 688 expéditions de traite négrière ont été organisées, ce qui en faisait le cinquième complexe négrier européen.

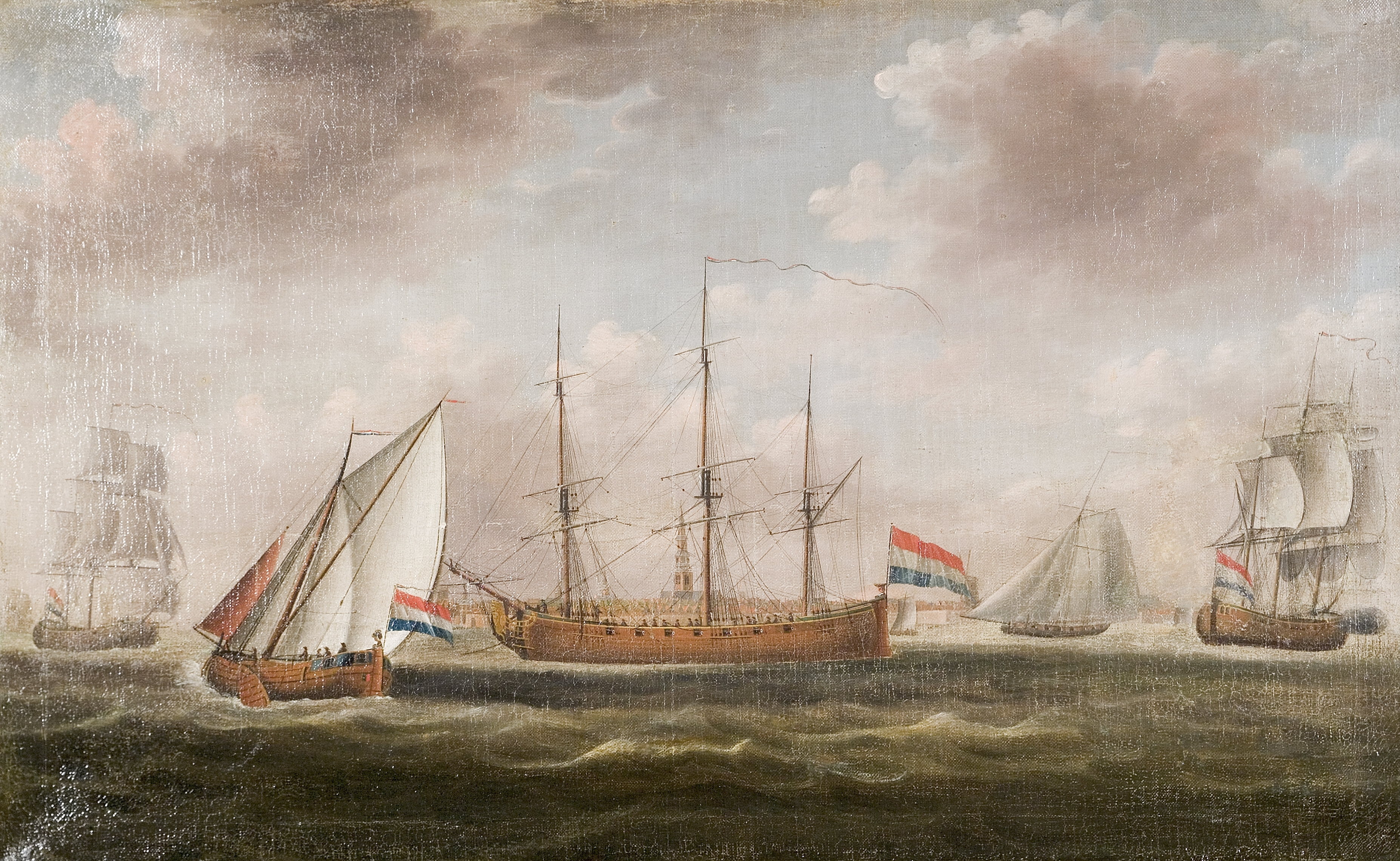
Navire négrier de la Middelburgsche Commercie Compagnie (en) dans la rade de Flessingue en 1779.

### Époque contemporaine

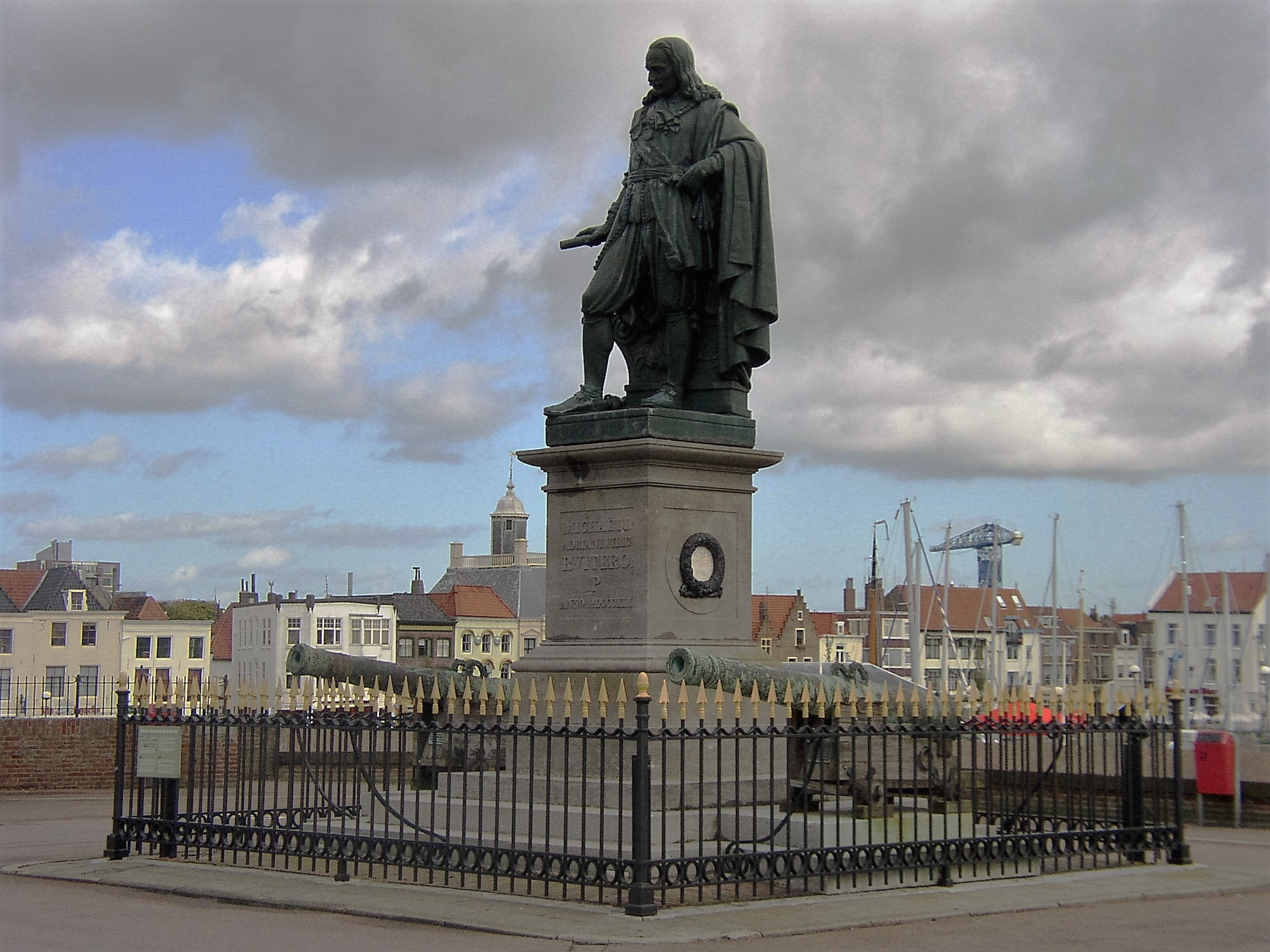
Statue érigée en l'honneur de Michiel de Ruyter.

En 1809, au cours des guerres napoléoniennes, les troupes britanniques ont débarqué sur l'île de Walcheren et Flessingue a été assiégée. Le 10 août, les assaillants ont commencé les canonnages légers; deux jours plus tard, les canonnages lourds ont suivi : 1 100 canons ont été utilisés. Beaucoup de bâtiments ont été détruits : le plus connu d'entre eux est l'hôtel de ville sur la grand place.
La construction navale a façonné au cours des siècles le paysage urbain de la ville. C'est à Flessingue qu'était établi l'un des chantiers navals de l'Amirauté zélandaise. En 1814, la Koninklijke Marine (la « Marine Royale ») y établit le Marine Établissement Vlissingen, un chantier naval pour la construction de nouveaux bâtiments, la réparation et l'équipement des navires de la Marine, mais il ferma en 1868. En 1875, les terrains du chantier ont été acquis pour les activités de la Koninklijke Maatschappij De Schelde (« Société Royale l'Escaut »). Aujourd'hui, le chantier naval, propriété du Damen Group, continue de porter le nom de Schelde.
Dans les années 1930, le bourgmestre Van Woelderen a voulu développer l'économie de la ville sur la base de trois piliers : le tourisme, le port et l'industrie. Les ports de la ville ont été agrandis et on a fait la publicité de Flessingue en tant que station balnéaire. Une plage et une jetée promenade ont été aménagées. Flessingue a alors connu une croissance rapide et est devenue un site portuaire, industriel et touristique important.
La jetée a été démolie sur ordre des occupants allemands au cours de la Seconde Guerre mondiale afin de contrer un débarquement des Alliés.

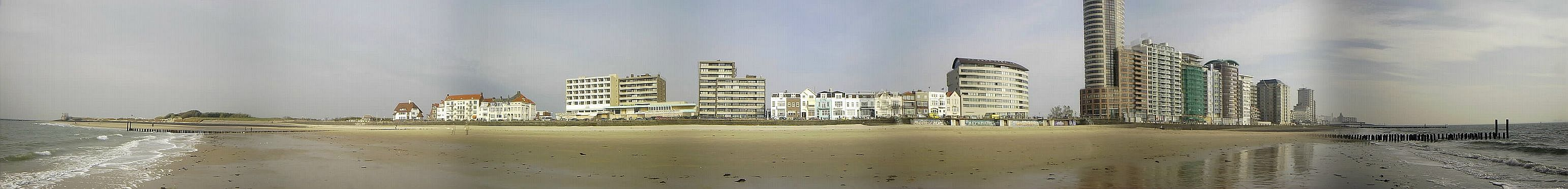
La plage et le front de mer.

La jetée promenade n'a jamais été reconstruite, mais au même endroit d'autres attractions touristiques ont été construites, comme le Reptielenzoo Iguana, le centre d'attraction Het Arsenaal et le complexe cinématographique Cine City.
Le 1er juillet 1966, Flessingue annexe la commune d'Oost- en West-Souburg.
En outre, il y a dans la ville divers centres commerciaux parmi lesquels le centre-ville est le plus important. De plus, une nouvelle galerie marchande couverte est en construction et il y a déjà divers plans prévus pour agrandir le centre avec le terrain de l'ancien chantier naval de la Koninklijke Maatschappij De Schelde. Le terrain d'environ 35 hectares a été abandonné par le chantier naval après 120 ans d'activités. Sur ce lieu, à côté de l'agrandissement de la galerie marchande, on prévoit aussi la construction de logements, d'un port de plaisance, d'un théâtre, de restaurants, de cafés, d'un hôtel urbain, etc.
Le terrain et le projet de construction de nouveaux bâtiments sont connus par la population comme le Scheldekwartier (« Quartier de l'Escaut »), mais la municipalité donne provisoirement encore la préférence au Dokkershaven parce que le projet sous ce nom a été nommé pour le European Urban and Regional Planning Achievement Awards (EURPA) 2006, un prix architectural prestigieux qui a toutefois échappé à Flessingue. La première phase du projet commencera en 2007.

## Population et société

### Personnalités liées à la commune

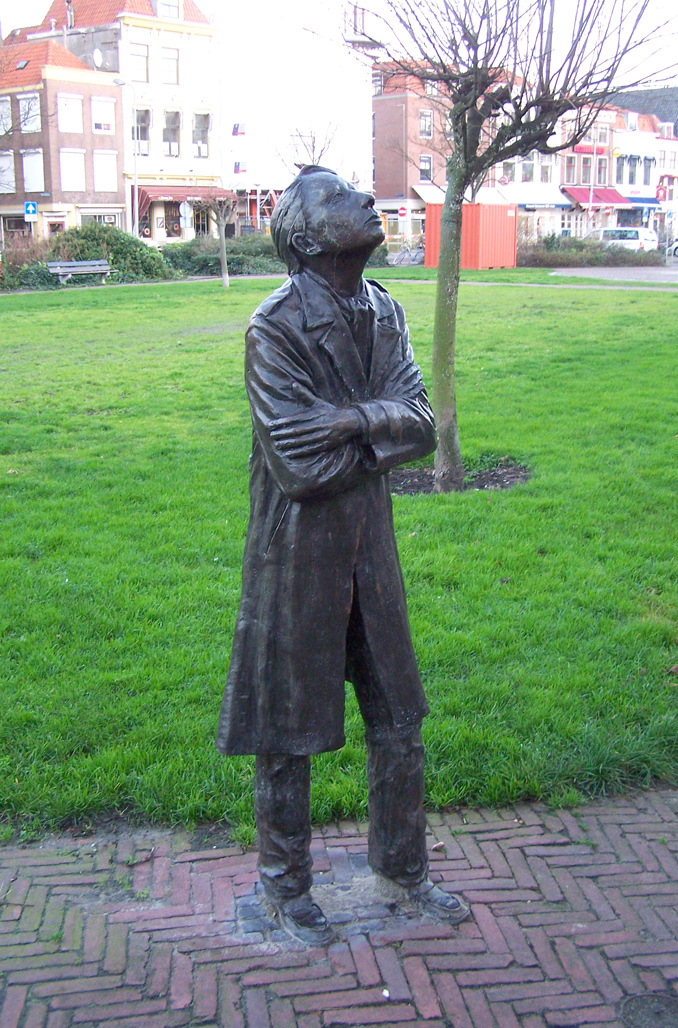
Statue en l'honneur de Jacobus Bellamy, dans le Bellamypark.

- Michiel de Ruyter (1607 - 1676), amiral
- Betje Wolff (1738 - 1804), écrivain
- Jacobus Bellamy (1757 - 1786), poète
- Jan Schröder (1800- 1885), amiral
- Constantin Guys (1802 - 1892), peintre français
- Charles Michel (1853 - 1920), sinologue et diplomate belge
- Jean-Louis Pisuisse (1880 - 1927), journaliste, chansonnier et humoriste
- Maarten Ducrot, coureur cycliste né en 1958
- Abraham van Doorn van der Boede (17 juin 1760 - Essequibo (Guyana) ✝ 31 mai 1814 - Flessingue), bourgmestre de Flessingue jusqu'en 1795.
- Ilham Abali, footballeuse néerlando-marocaine qui évolue actuellement au poste de milieu de terrain à l'ADO La Haye.
- Youssef Ben Sellam (2000-), joueur international marocain de futsal.

## Culture et patrimoine

### Pêche

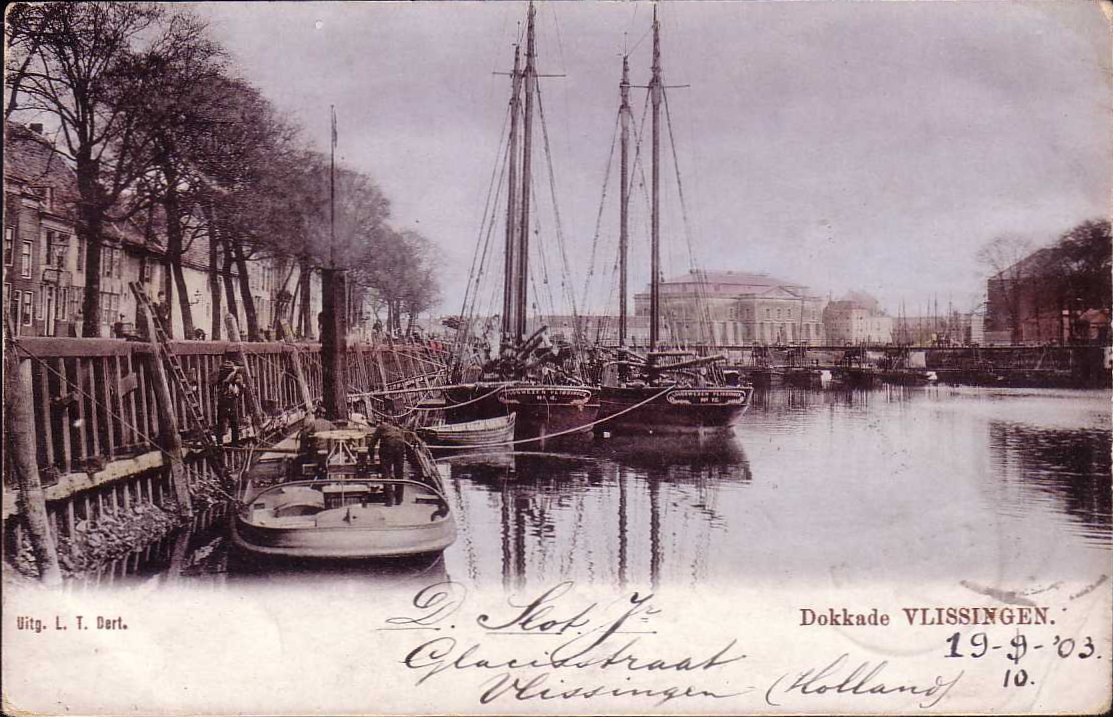
Le port (fin - début XXe siècle)

La minque ou criée aux poissons se trouve dans le port intérieur. C'est là que les pêcheurs d'Arnemuiden et de Flessingue ont leur port d'attache.

### Musées, monuments et sites
Durant l'été, les boulevards, le Nollestrand et la plage attirent beaucoup de touristes et d'habitants de Flessingue.
Sur la jetée méridionale, il y a un orgue à vent en bambou : lorsque le vent est fort, il sonne vaguement comme un chœur.
Le vieux centre compte environ 300 monuments grâce auxquels la ville est la trentième ville d'art des Pays-Bas. La ville a également un caractère maritime en raison de ces monuments mais aussi par sa localisation sur l'Escaut occidental et l'intense circulation navale dans la rade.
Le jeu de l'eau et du vent donne chaque jour une ambiance différente à la ville.

#### Monuments
- L'église Saint-Jacques
- La tour aux prisonniers
- Zeemanserve
- Le château fort carolingien
- La Wooldhuis
- La Bourse
- La maison natale de Michiel de Ruyter
- La Plein Vier Winden (place des Quatre Vents)
- Le chantier naval De Schelde
- Lampsinshuis (muZEEum)
- L'église Notre-Dame-du-Rosaire

#### Musées
- Het Arsenaal (parc d'attraction sur le thème des pirates)
- Zeeuws Maritiem muZEEum (Musée maritime zélandais)
- Reptielenzoo Iguana (parc zoologique consacré aux reptiles)

#### Évènements
- Bevrijdingsfestival (« Festival du jour de la Libération »), le 5 mai
- Vlootschouw De Ruyter, du 5 au 8 juillet
- Straatfestival, du 5 au 8 juillet
- Sail de Ruyter, du 23 au 28 août
- Film by the Sea (en), du 14 au 23 septembre (festival centré sur les adaptations cinématographiques d'œuvres littéraires)

### Les niveaux de mer les plus élevés
1. 1er février 1953 : 455 cm au-dessus du niveau normal d'Amsterdam (NAP)
2. 3 janvier 1976 : 394 cm au-dessus du NAP
3. 12 mars 1906 : 392 cm au-dessus du NAP
4. 28 janvier 1994 : 387 cm au-dessus NAP
5. 27 février 1990 : 384 cm au-dessus NAP

## Galerie

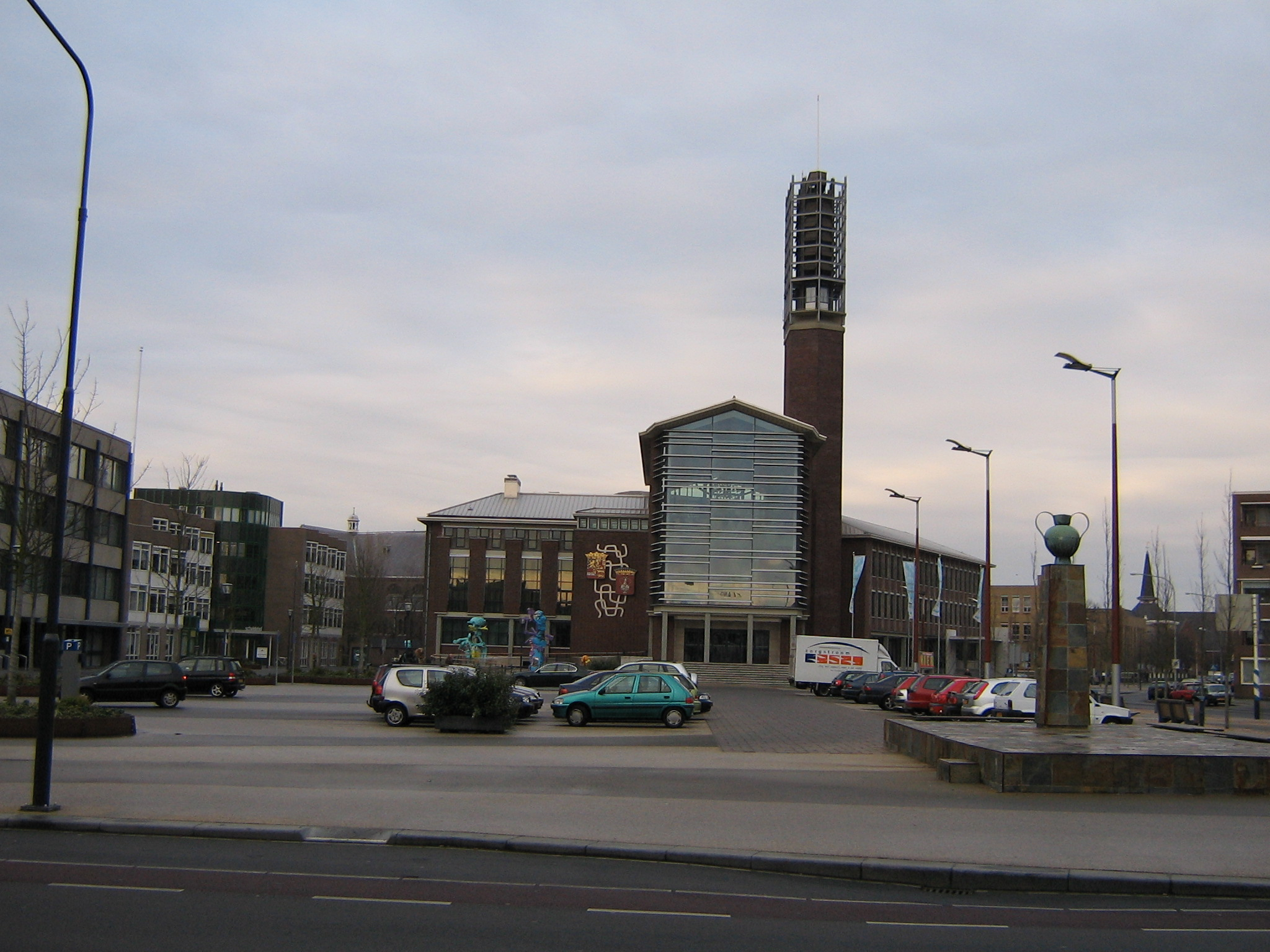
Hôtel de ville
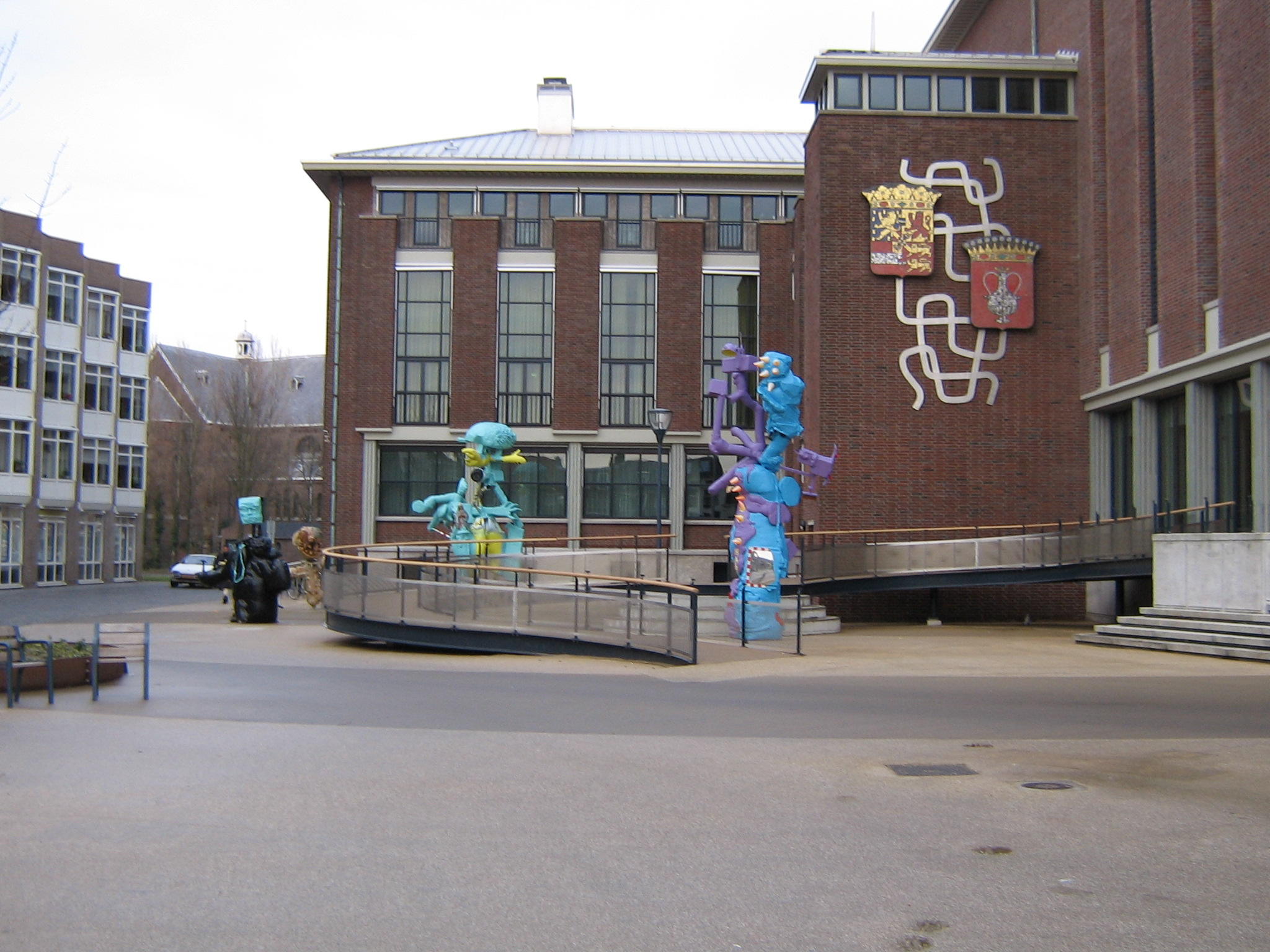
Détail de l'hôtel de ville
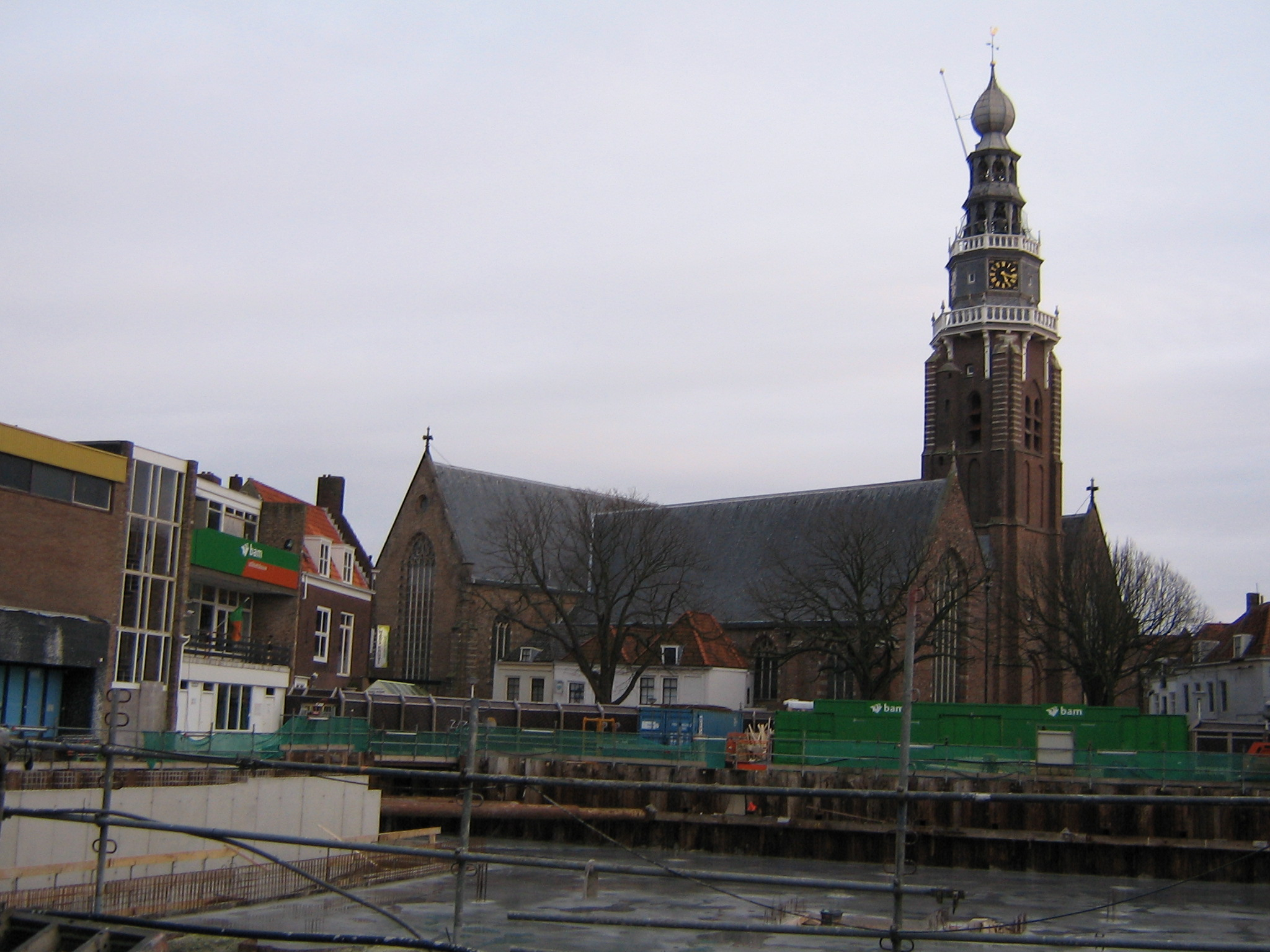
Eglise Saint-Jacques
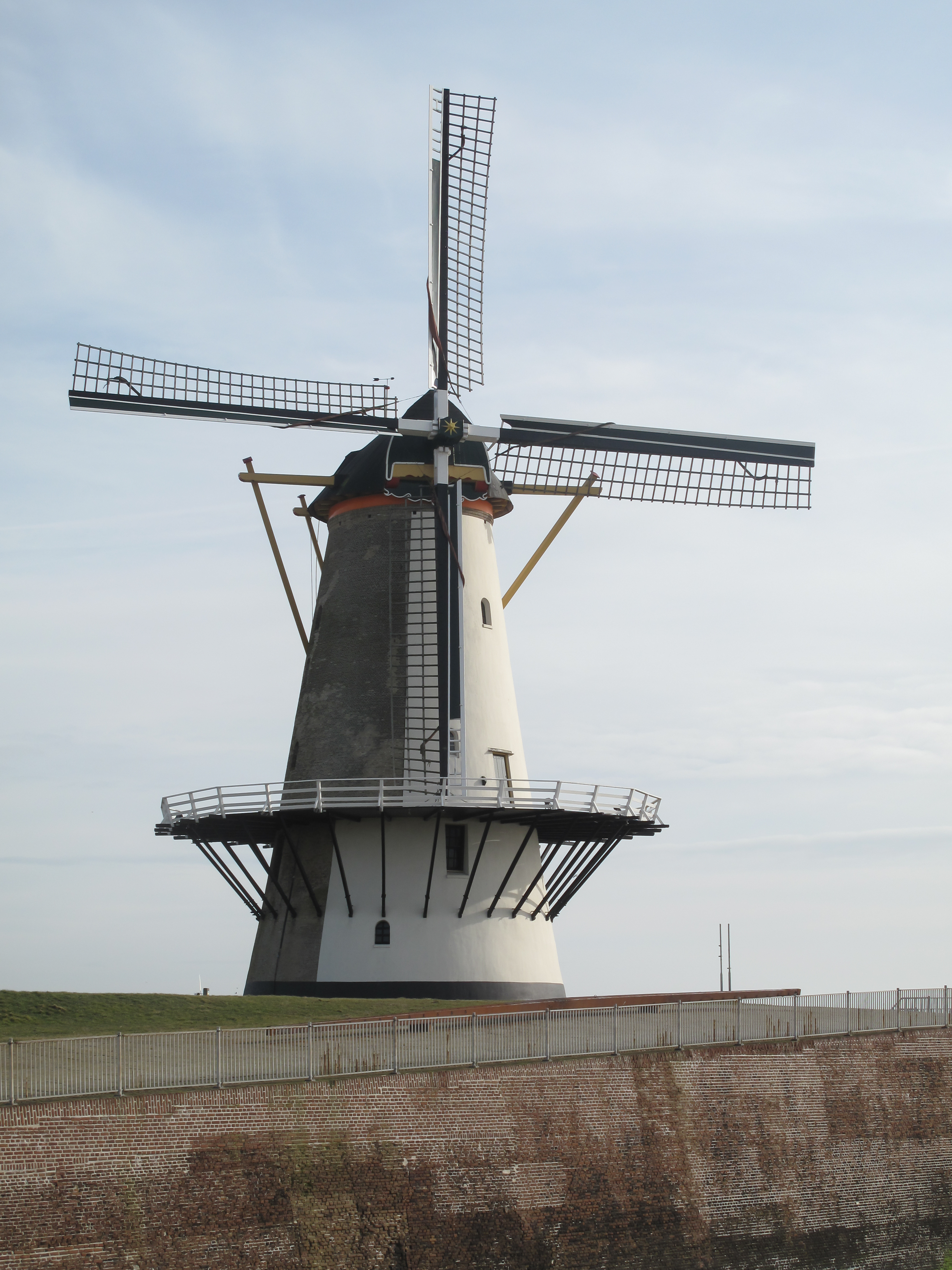
Moulin : de Oranjemolen
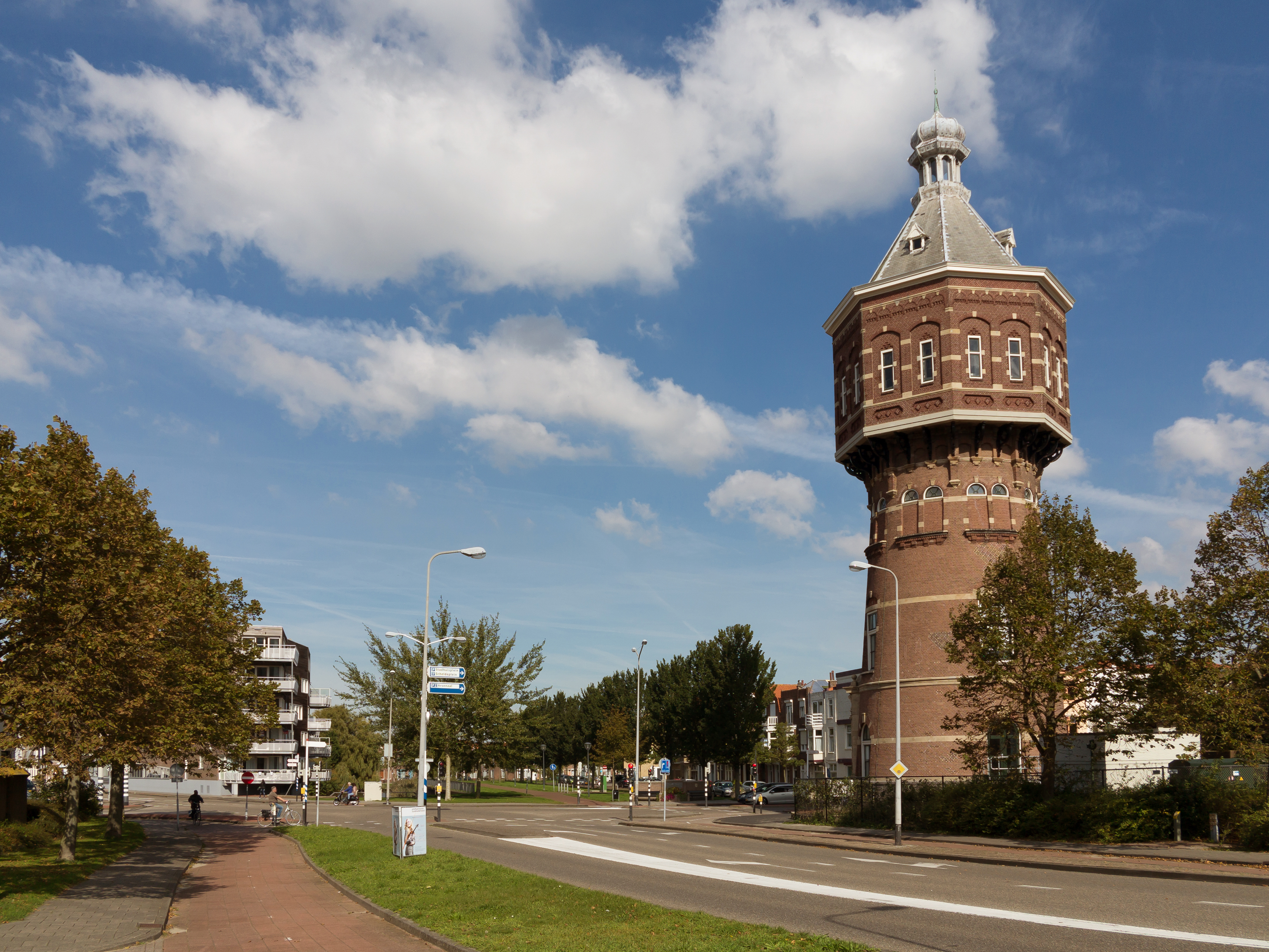
Château d'eau
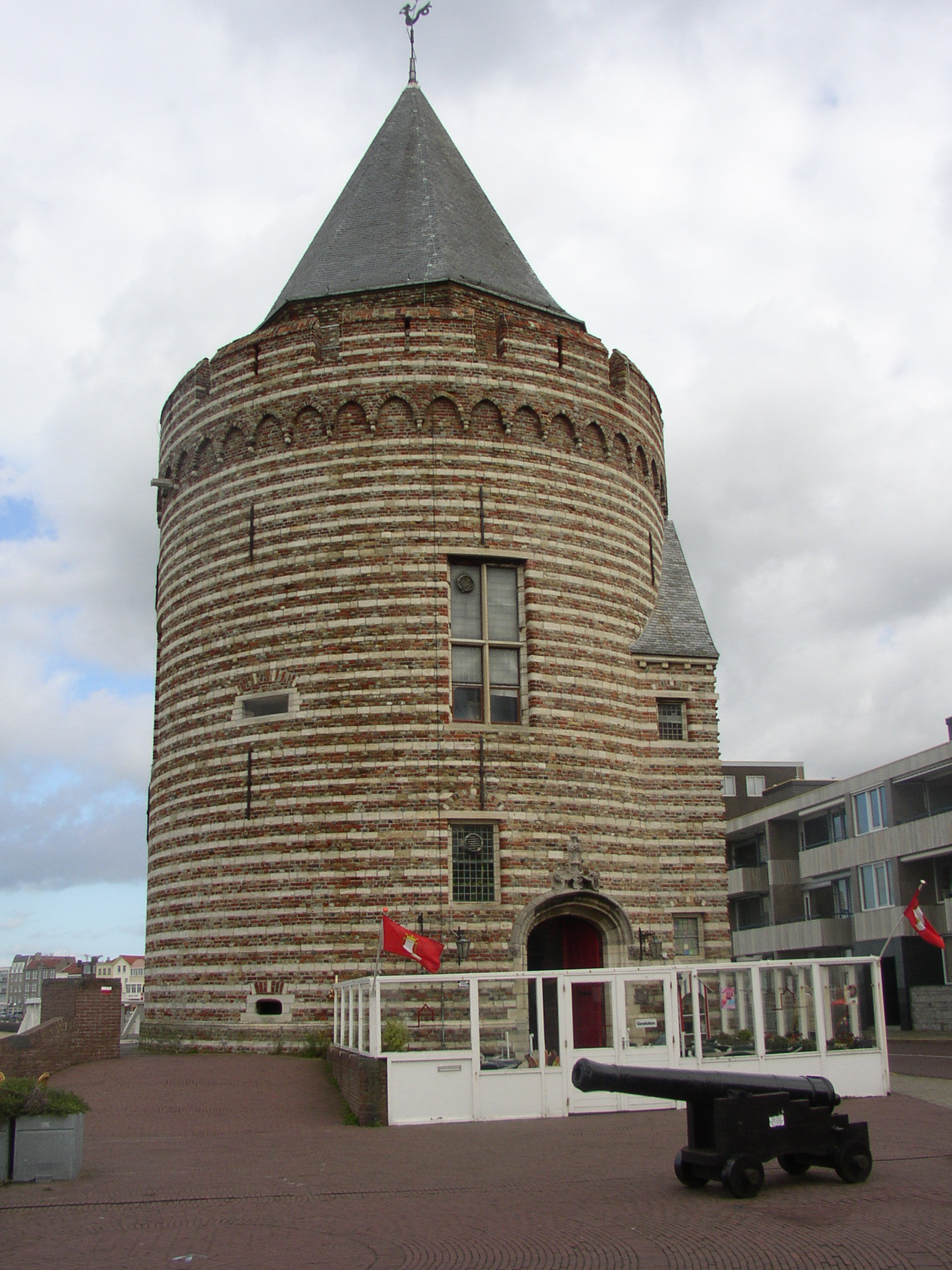
Gevangentoren (« Tour des Prisonniers ») ou Bomvrije
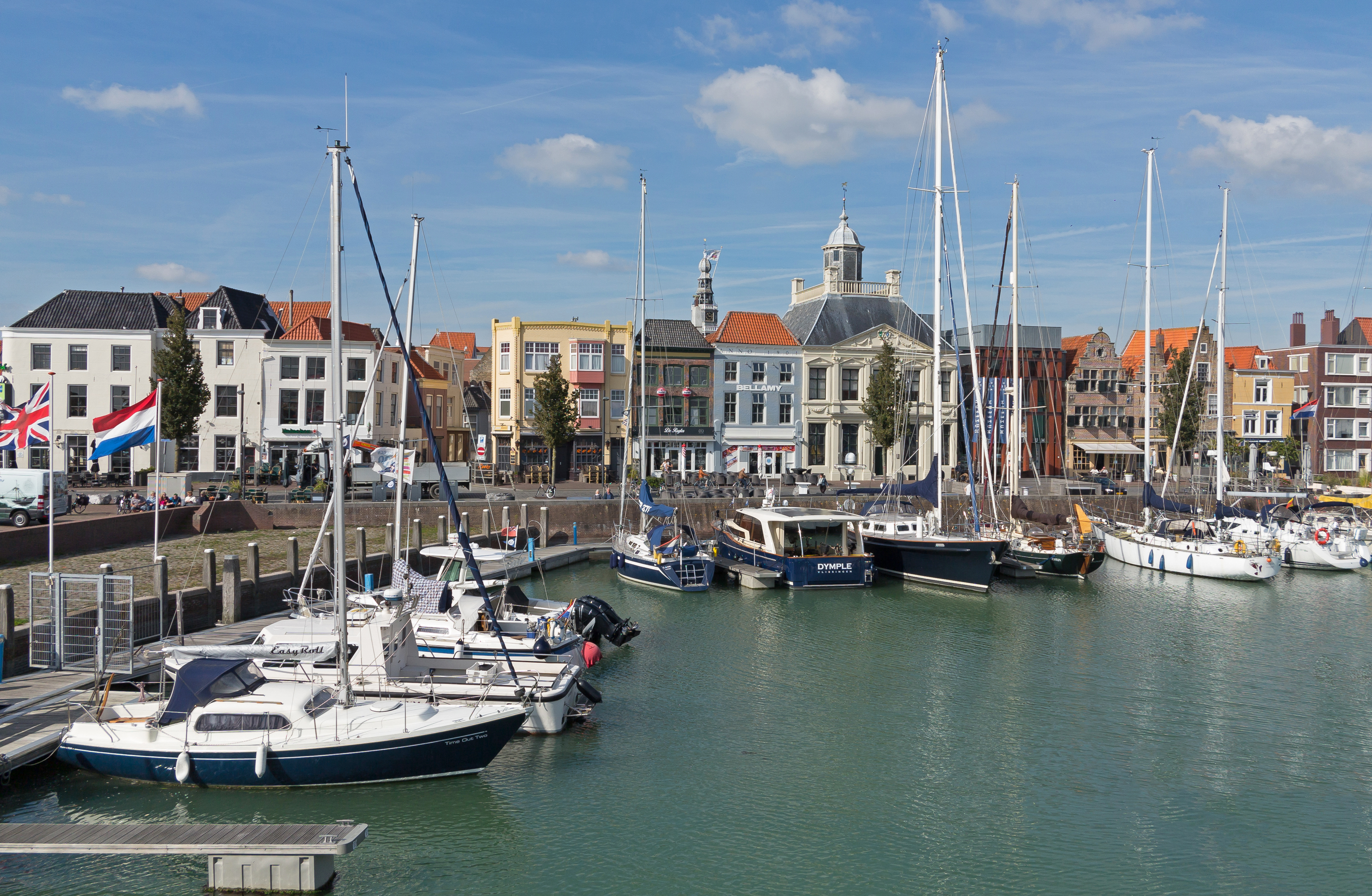
Vue sur de Nieuwendijk
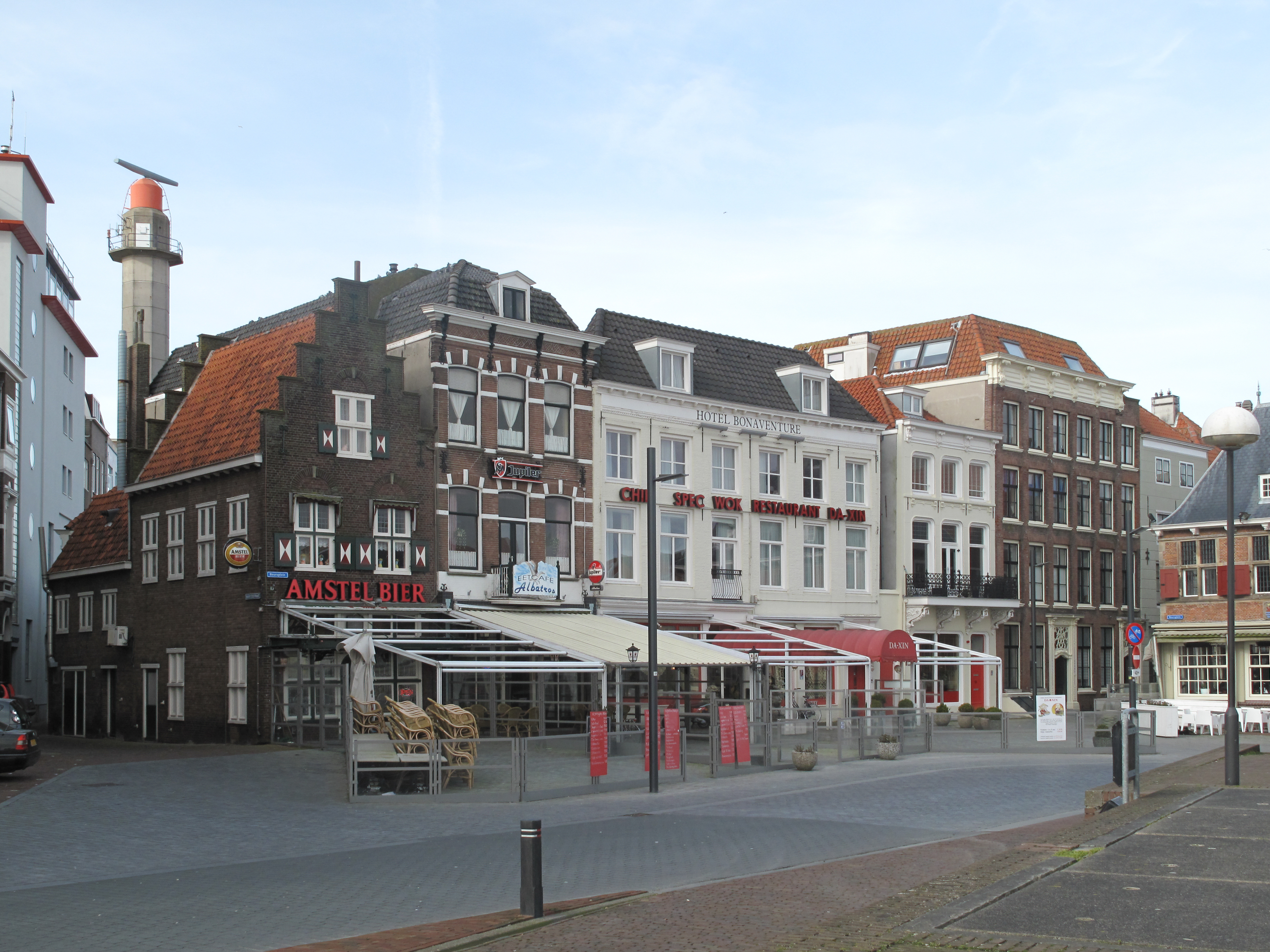
Vue sur het Beursplein
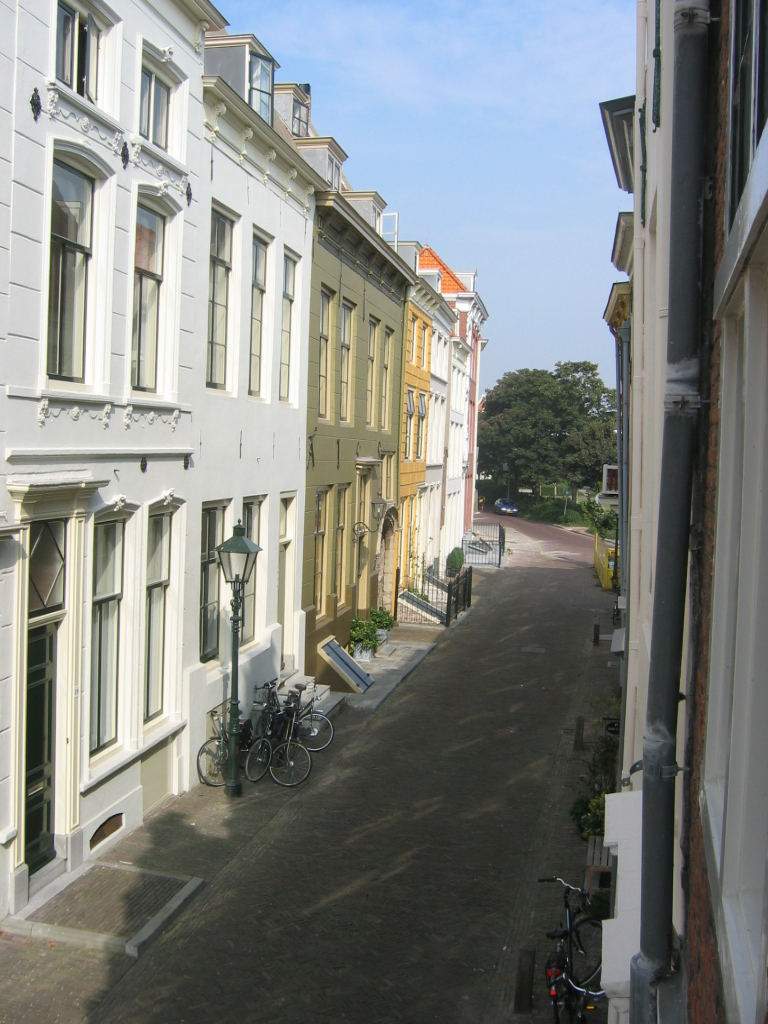
Beursstraat non loin du Bellamypark
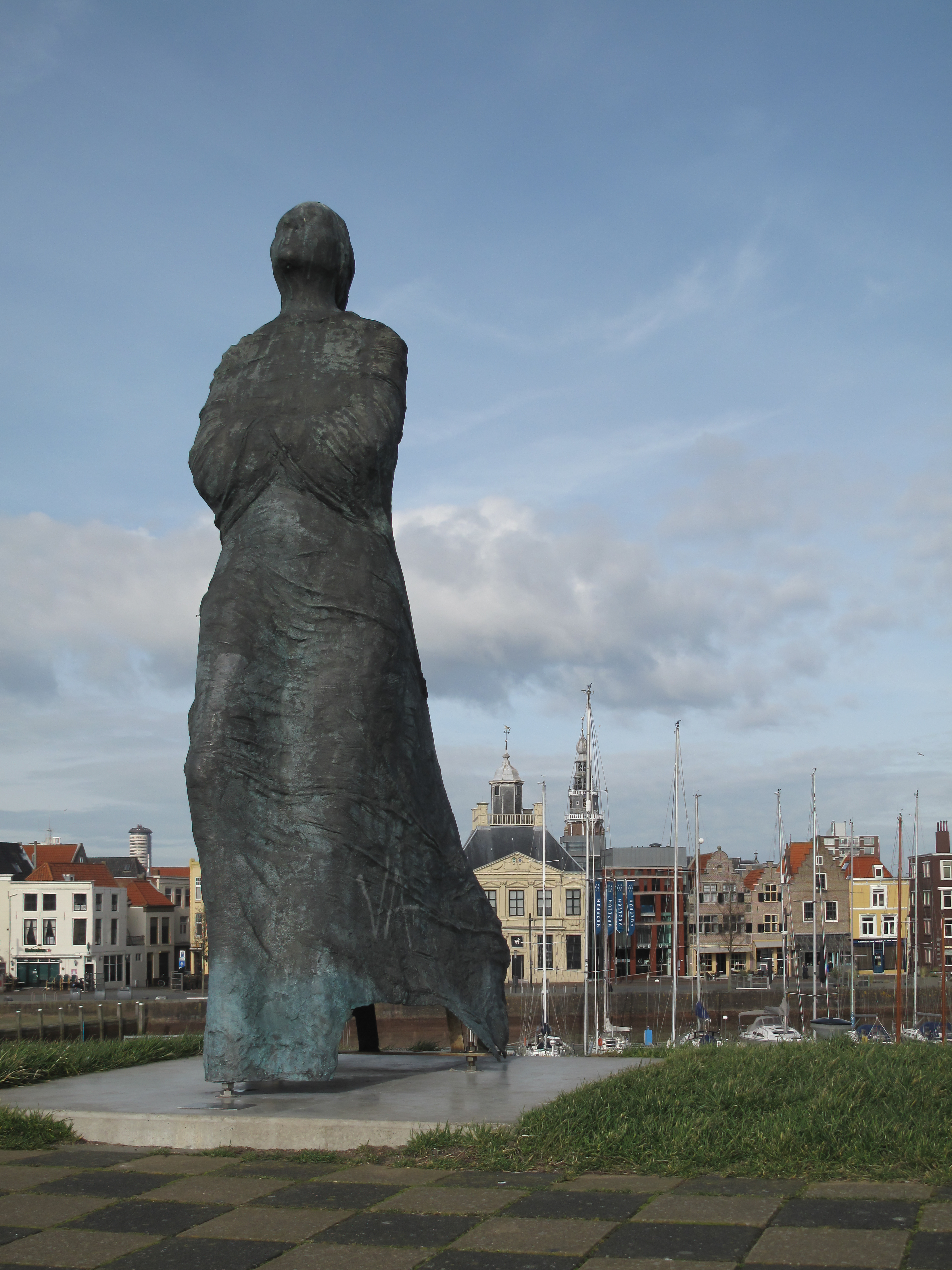
Sculpture : De Vissersvrouw d'Herman Bisschop
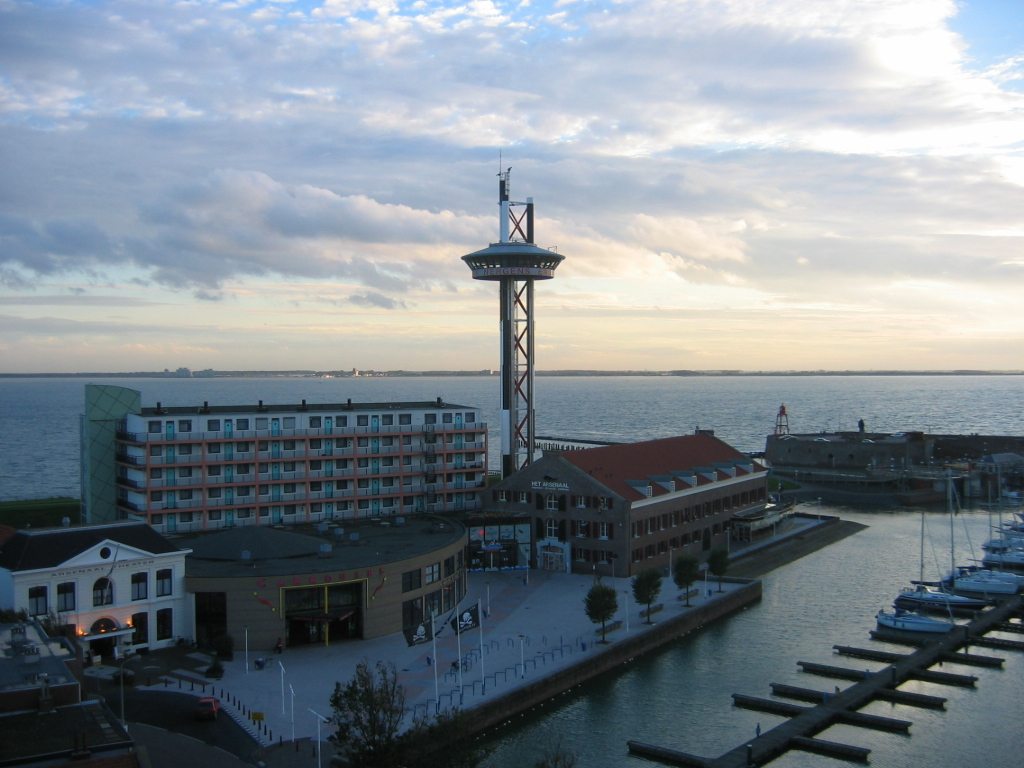
Het Arsenaal
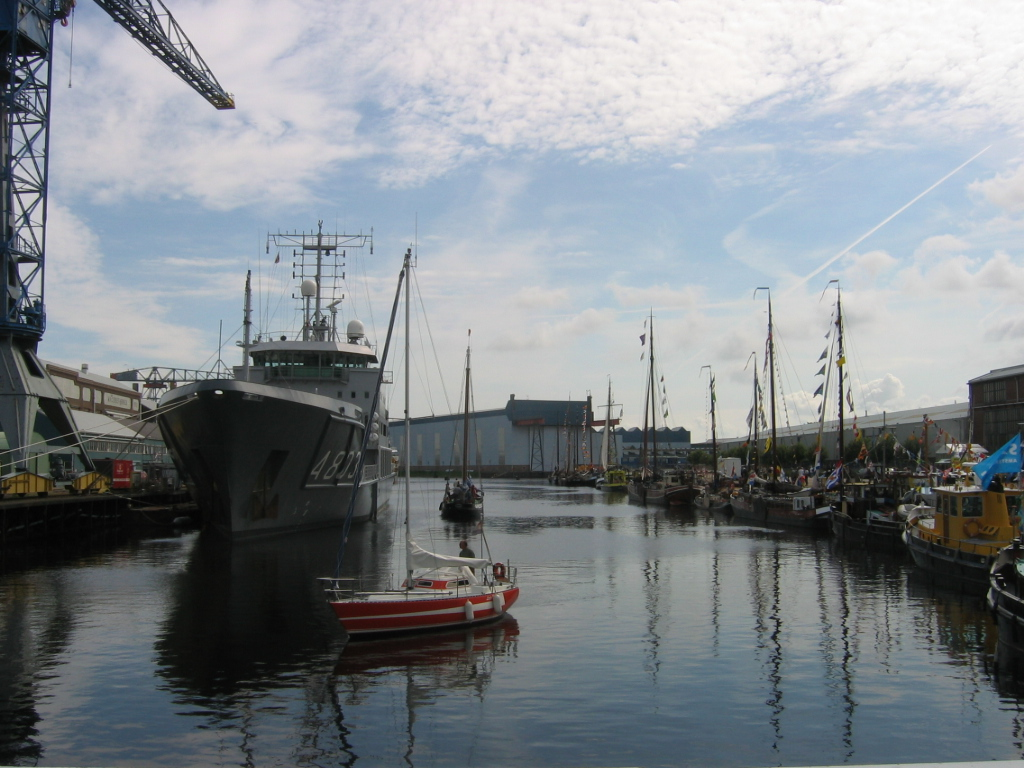
Vue sur le port
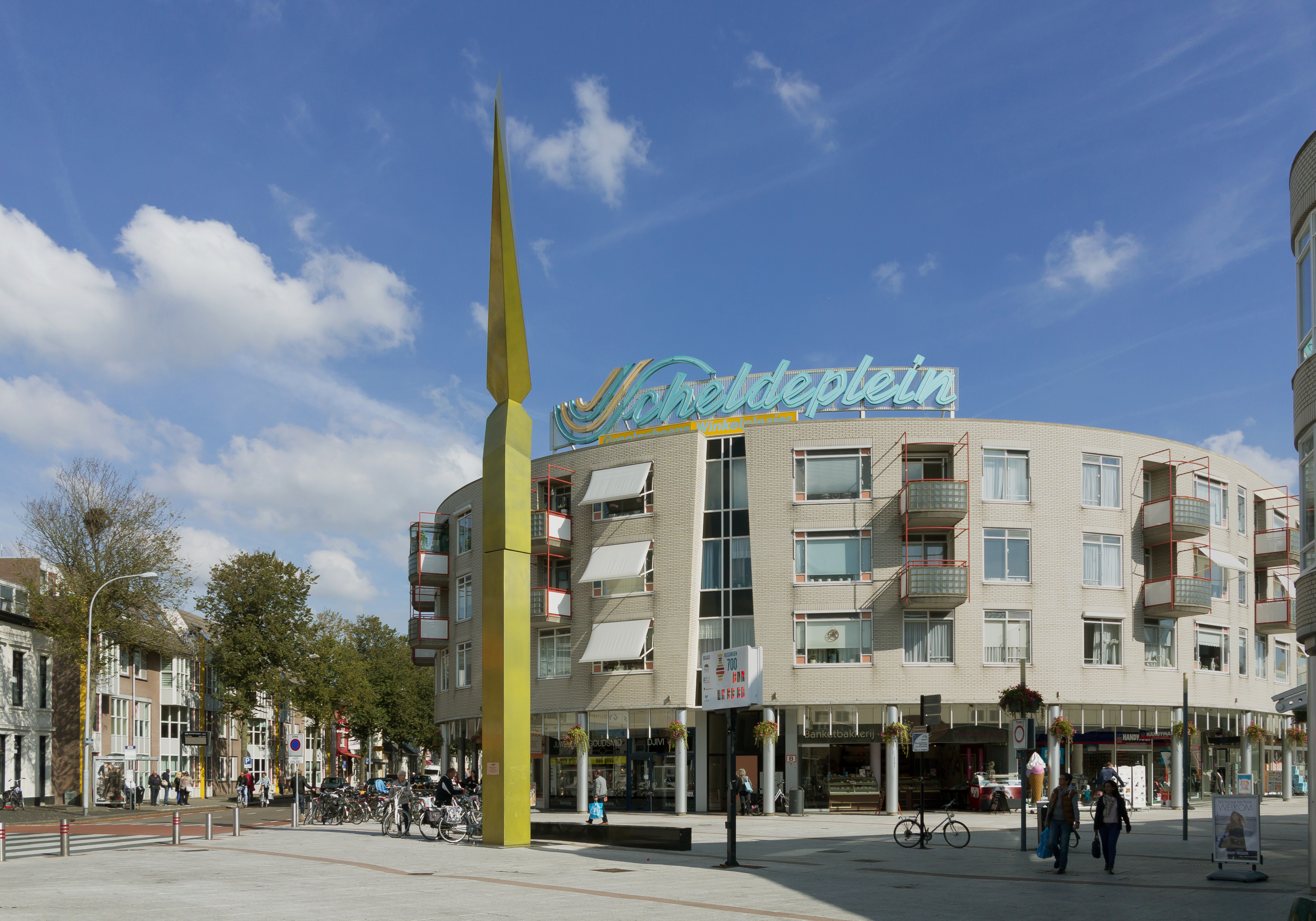
Sculpture sur la Scheldeplein